# Protórax

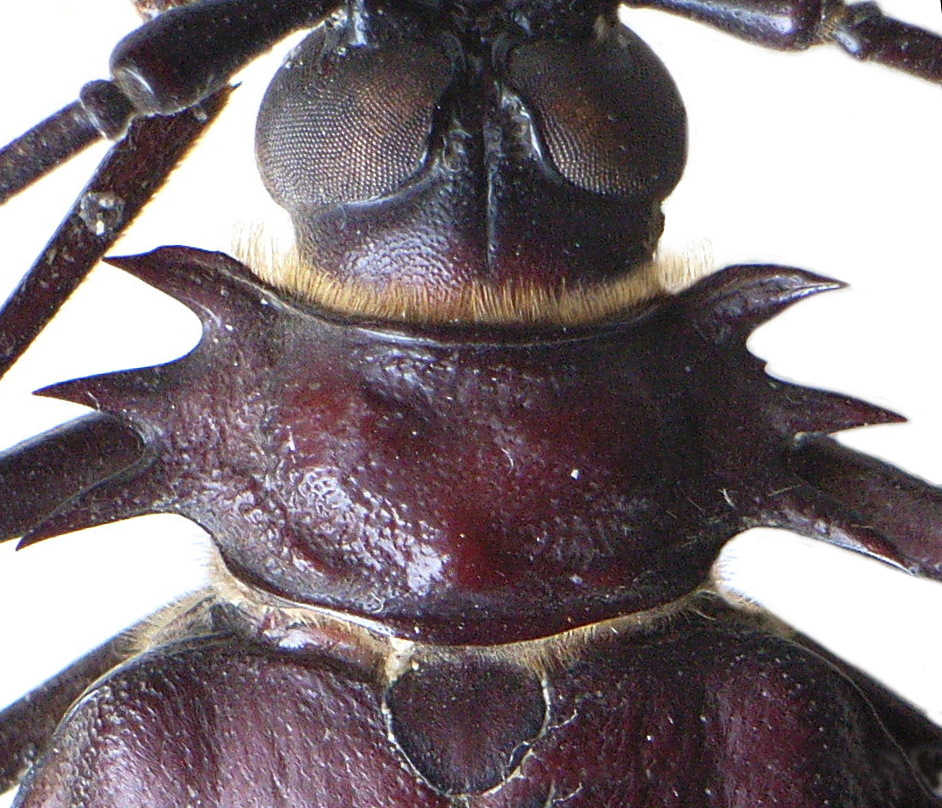
Protórax de um coleóptero

O protórax é o segmento mais anterior do tórax dos insectos, tendo nele inserido o primeiro par de patas. Os seus principais escleritos são o pronoto (dorsal), o proesterno (ventral) e o propleuro (lateral) de cada lado.
O protórax não possui asas em insectos extantes. No entanto, alguns grupos fósseis possuíam projecções alares. Todos os insectos adultos possuem patas no protórax, apesar de em alguns grupos, como na família Nymphalidae (borboletas) as patas anteriores serem muito reduzidas.
Em vários grupos de insectos, o pronoto tem tamanho reduzido, mas em alguns tem dimensão apreciável, como nos coleópteros, onde esta estrutura está expandida para formar a parte dorsal do tórax, e também na família Membracidae (hemípteros), na qual o pronoto está expandido, por vezes em formas que melhoram a sua camuflagem ou mimetismo. Da mesma forma, na família Tetrigidae, o pronoto está estendido para trás para cobrir as asas de vôo, substituindo a função do tégmen.
1. ↑  https://michaelis.uol.com.br/busca?id=7mwae. «Protórax». Michaelis